# Siège de Deventer (1578)
Pour les articles homonymes, voir Siège de Deventer.
Guerre de Quatre-Vingts Ans
Batailles
- Chronologie de la guerre de Quatre-Vingts Ans
- Valenciennes
- Austruweel
- Rheindalen
- Heiligerlee
- Jemmingen
- Jodoigne
- Brielle
- 1er Flessingue
- Malines
- Goes
- Mons
- Haarlem
- 2e Flessingue
- Borsele
- Zuiderzee
- Alkmaar
- Leyde
- Reimerswaal
- Mook
- Lillo
- Zierikzee
- 1er Anvers
- 1er Bréda
- Gembloux
- Rijmenam
- 1er Deventer
- Maastricht
- 2e Bréda
- Açores
- 2e Anvers
- 3e Anvers
- Boksum
- Zutphen
- 1er Berg-op-Zoom
- Gravelines
- 3e Bréda
- 2e Deventer
- Groningue
- Huy
- 1er Groenlo1
- 2e Groenlo
- Turnhout
- Nieuport
- Ostende
- L'Écluse
- 3e Groenlo
- Saint-Vincent
- Gibraltar
- Saint-Vincent (1621)
- 2e Berg-op-Zoom
- 4e Bréda
- 4e Groenlo
- Matanzas
- Bois-le-Duc
- Abrolhos
- Slaak
- Maastricht
- 5e Bréda
- Cabañas
- Calloo
- Les Downs
- Saint-Vincent (1641)
- Hulst
- Cavite

Le siège de Deventer désigne le siège qu'a subi la cité de Deventer de la part des troupes des Provinces-Unies commandées par George de Lalaing, comte de Rennenberg, du 3 août au 19 novembre 1578, durant la guerre de Quatre-Vingts Ans. Ce siège a été engagé par les États généraux des Pays-Bas dans le but de mieux protéger les régions de Hollande et d'Utrecht des attaques de l'Empire espagnol. Depuis 1572, la cité était tenue pour le compte de l'Espagne par un régiment d'allemands sous les ordres de Don Juan d'Autriche. La cité a négocié une reddition et le 19 novembre 1578 a ouvert ses portes aux troupes des États généraux.

## Sources
- (en) Cet article est partiellement ou en totalité issu de l’article de Wikipédia en anglais intitulé « Siege of Deventer (1578) » (voir la liste des auteurs).